# Carl Wilhelm Medau
Carl Wilhelm Medau, auch Karel Vilém Medau (* 1791 in Havelberg; † 16. Februar 1866 in Leitmeritz/Böhmen) war ein deutscher Lithograf, Drucker, Buchhändler und Verleger.
Carl Wilhelm Medau erhielt in Stettin eine Ausbildung als Drucker. Mit zweiundzwanzig Jahren zog er als erfahrener Drucker nach Leitmeritz, wo er für den Drucker F. K. Laube arbeitete. Nach dessen Tod im Jahr 1816 heiratete Medau die Witwe Elizabeth Laube und wurde Miteigentümer der Firma, die in „C. W. Medau“ umbenannt wurde. Die Firma wurde modernisiert, expandierte und hatte neben der Steindruckerei auch einen Buch- und Kunsthandel sowie einen eigenen Verlag. Er war einer der Pioniere der Lithographie und des Holzschnitts in Böhmen. 1843 gründete er eine Niederlassung in Prag.

## Werke
Zu den von Medau herausgegebenen Werken gehören u. a.:
- Erinnerungen an merkwürdige Gegenstände und Begebenheiten, Jahrgänge 1821–1854
- National-Kalender für das kaiserlich-Oesterreich-erbländische Königreich Böhmen in mehreren Jahrgängen
- National-Kalender für alle Kronländer der kaiserl. königl. Österreichischen Monarchie in mehreren Jahrgängen